# Сорвижи
Сорви́жи — село в Арбажском районе Кировской области, является административным центром Сорвижского сельского поселения.

## География
Располагается в северо-восточной части района на правом высоком берегу Вятки. Расстояние до районного центра по автодороге составляет 28 км, до областного центра — 175 км.

## Население
| 2010 |
| ---- |
| 728  |

- 1873 год — 4 двора, 35 человек[2]
- 1891 год — 11 дворов, 64 человека
- 1905 год — 13 дворов, 47 человек[3]
- 1926 год — 86 дворов, 343 человек[4]
- 1989 год — 1199 человек[5]
- 2002 год — 1013 человек

## История
Одно из первых упоминаний о селе встречается в писцовой книге 1678 года. В числе архиерейских вотчин значится Васильевская вотчина с погостом на Сорвижских горах. На высоком берегу стояла часовня. Затем о Сорвижском погосте на Сорвижских горах упоминается в документах Вятской духовной консистории за 1727 год: а на погосте церковь во имя святого Власия (Василия), епископа Савватийского, которая стояла на Сорвижских горах. В 1754 году были уже две церкви: одна холодная — Алексеевская (во имя Алексия Митрополита), другая теплая — Васильевская. По указу духовной консистории от 3 декабря 1754 г. № 1586 ветхая Васильевская церковь была разобрана и в 1755 году вновь выстроена деревянная, которая 1 февраля 1771 года сгорела.
К строительству каменного храма во имя Святой Троицы приступили летом 1782 года. Возведение храма закончили к 1796 году, а в марте 1798 года был освящён один из боковых приделов в честь святителя Василия Великого. В 1800 году, когда убранство трапезной было завершено, освятили другой престол, названный именем Тихона Амафунтского, разобрана старая деревянная Алексеевская церковь. Освящение главного Троицкого престола состоялось 20 июля 1808 года.
В 1900 году при церкви была открыта первая в волости Сорвижская библиотека. В 1904 года на колокольне был устроен «механический звон» самоучкой-механиком Нолинского уезда Верхосунской волости Д. П. Иванцевым. В 1907 году библиотека передана в ведение земской управы и размещалась уже при начальной школе. В 1916 году Сорвижский отдел Вятского епархиального братства Святителя и Чудотворца Николая организовал пять кружков: лекторский, библиотечный, сельскохозяйственный и другие. Библиотечный кружок, в свою очередь, основал в церковно-приходской школе библиотеку-читальню, которая должна была играть роль Народного дома.
Осенью 1905 г. в Сорвижской волости вспыхнуло восстание крестьян под руководством учителей Чемодановых. Крестьяне разгромили волостную управу, выбросили в окно волостного старшину, бросились к дому земского начальника, но он сбежал в Котельнич. Позже правительственный отряд «усмирил» крестьян, руководителей сослали в Сибирь.
В советское время церковь была разорена. Церковная служба была прекращена в 1920-е гг. В 1937 году храм полностью разорили, сбросили колокола и кресты. Коммунисты в нём сначала сделали склад, затем зернохранилище. Позднее здесь была кочегарка.
Решением № 6/191 Кировского облисполкома от 28.03.1983 года здание Троицкой церкви поставлено на госохрану как памятник архитектуры местного значения. 10.01.1985 года Арбажский райисполком вынес решение о проведении реставрации памятника с последующим использованием его помещений под краеведческий музей. Эти работы были начаты только в 1990 году после передачи храма приходской общине. Сейчас служба в церкви возобновлена.

## Инфраструктура
В настоящее время[когда?]

 в селе действует средняя школа, детский сад, дом культуры, библиотека, аптека, отделение почты, сельская администрация, магазины, спортивный комплекс «Олимпик», пилорама.
В центре села установлен памятник землякам, павшим в годы Великой Отечественной войны.